# Huangbai, Fujian
Huangbai (kinesiska: 黄柏乡) är en socken i sydöstra Kina. Den ligger i Zherong härad i staden Ningde i provinsen Fujian, omkring 130 kilometer norr om provinshuvudstaden Fuzhou. Antalet invånare är 4 468. Befolkningen består av 2 033 kvinnor och 2 435 män. Barn under 15 år utgör 12,0 %, vuxna 15-64 år 71 %, och äldre över 65 år 15,0 %.